# Bathyallogromia
Bathyallogromia es un género incertae saedis de foraminífero bentónico del suborden Allogromiina y del orden Allogromiida. Su especie tipo es Bathyallogromia weddellensis. Su rango cronoestratigráfico abarca desde el Holoceno.

## Clasificación
Bathyallogromia incluye a la siguiente especie:
- Bathyallogromia weddellensis